# 保津峡

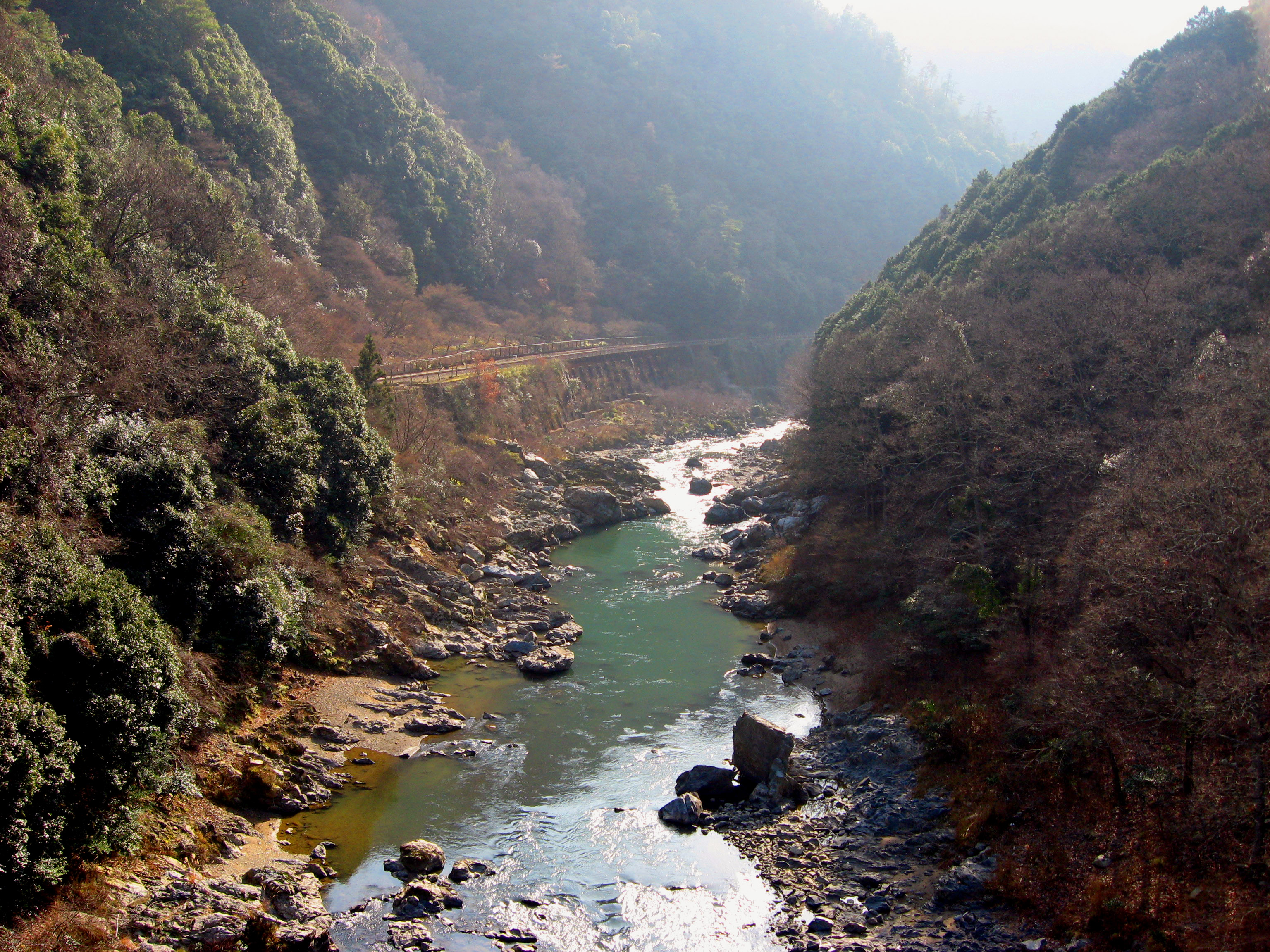
保津峡（JR保津峡駅のホームより撮影）

保津峡（ほづきょう）は、京都府亀岡市から京都市右京区嵐山の渡月橋に至る保津川（桂川）
の渓谷である。保津川峡谷とも。川下りや観光トロッコ列車で知られる景勝地であり、京都府立保津峡自然公園に指定されている。

## 概要
丹波高地を発した桂川は、亀岡盆地から京都盆地に出るまでの11.5kmにわたって愛宕山南麓の狭隘な山間部を蛇行して流れている。この山間部の渓谷が保津峡である。
直線距離にして7.3kmを11.5kmもかかって流れるこの蛇行の原因は保津峡が先行谷'であることによる。これは勾配が緩いため川が自由に蛇行していたあとから、川を横切るように東西走向の丹波層群が徐々に隆起したが、その速度よりも谷の下刻（下方侵食）速度が速かったために、蛇行していた流路がそのまま残ったものである。
渓谷は巨岩、巨石に富んだ急流と瀞が続き、大高瀬、二股の瀬、殿の漁場、女渕、烏帽子岩、鎧岩、かえる岩、書物岩、ライオン岩などの見どころが連なっている。左岸にハイキングコースはあるものの、嵐山からJR保津峡駅の間は清滝を経由していて渓谷沿いではない。

保津峡全域の空中写真。画像左下（西側）が上流側の亀岡盆地。画像右下（東側）が下流側の嵐山。山間部を蛇行して流れる様子が分かる。この画像が撮影された1974年（昭和49年）は山陰本線の線路付け替え前であり、渓谷沿いに線路が敷設されている。1974年撮影の7枚を合成作成。。

## 舟運の整備

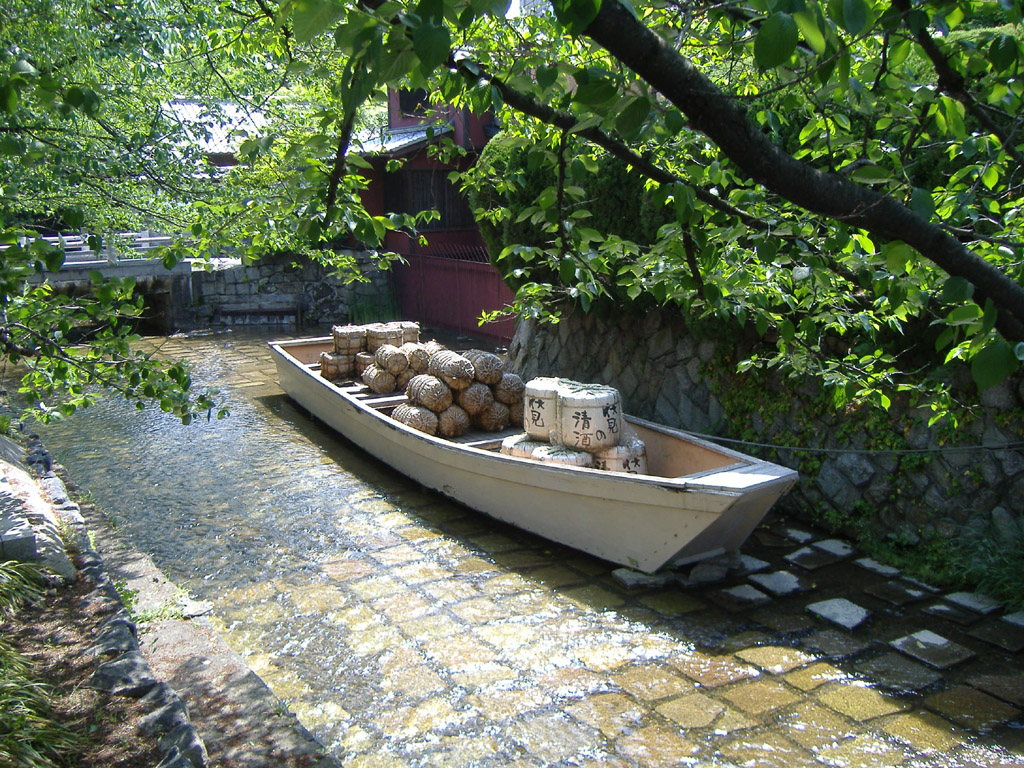
模造復元（小型）の高瀬舟
京都市内の高瀬川にて

安土桃山時代から江戸時代初期の京都屈指の豪商である角倉了以が、丹波から京への物流に保津川の舟運を用いることを計画。それまで急流と巨岩の続く保津川ではわずかに木材の筏流しが行われていたに過ぎず、丹波からの産物の輸送は人馬頼りであった。
1606年（慶長11年）3月、角倉は江戸幕府から河川改修工事の許可と通航料徴収などの権利を得て工事に着手。巨岩は轆轤索で曳き、水中の岩は鉄槌で砕き、水上に出ている岩は焼き砕き、浅瀬は石で埋めて深くし、瀑布は上流を穿って均している。これらの工事をわずか5か月で完成させると高瀬舟が通えるようになった。以後、保津川の舟運は丹波と京を結ぶ動脈として発展する。
この舟運も1899年（明治32年）の京都鉄道（のちの山陰本線）の開通などの陸上輸送の発達によって、1948年（昭和23年）頃までには姿を消した。

## 保津川下り

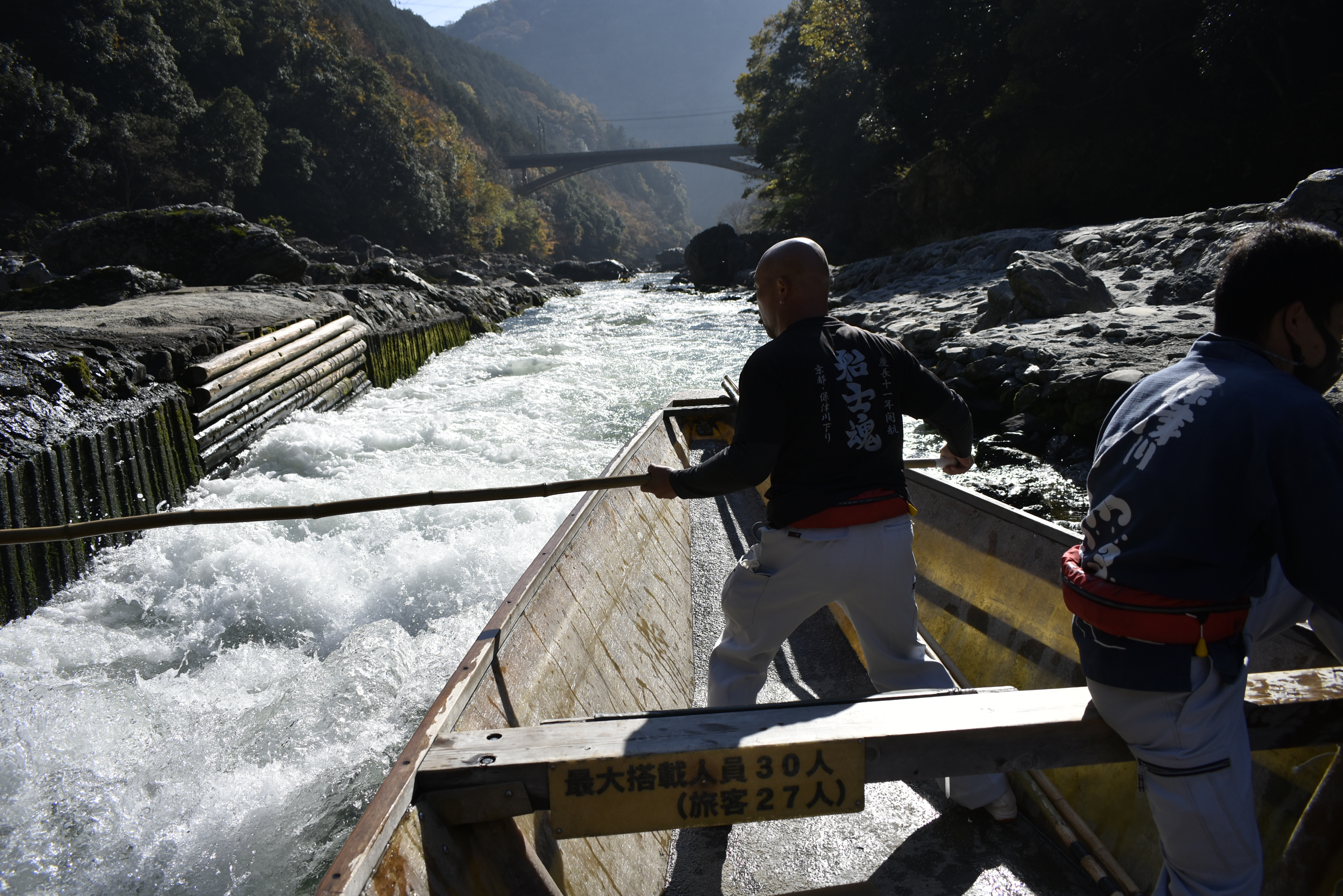
保津川下り

京都の代表的な観光地である嵐山・嵯峨野に近いことから、1885年に観光客を対象とした遊覧船による川下りが行われるようになった。この風流な保津川下りは夏目漱石の『虞美人草』を始め、水上勉、薄田泣菫、大町桂月、三島由紀夫など幾つもの文学作品に登場した。当時は、京都から人力車にのって老の坂を越え、篠町王子を経て保津川の亀岡盆地から保津峡への入り口にあたる山本浜（現在のトロッコ亀岡駅辺り）から乗船した。ルーマニア王国皇太子やイギリス皇太子などの賓客も興じたことから、王子から山本浜までの道のりは「異人道」と呼ばれた。
その後、川下りは大衆的なものとなり、また、乗船場もJR嵯峨野線亀岡駅近くに移された。はじめ京都交通グループが、1960年代は阪急電鉄が経営にあたっていたことがある。阪急が5年間で経営から撤退した後は保津川遊船企業組合が経営にあたっている。現在の保津川下りは約16kmの距離を約2時間かけて行われる。コースとしては、小鮎の滝、殿の漁場、朝日の瀬、竿の跡、綱の跡、鵜飼の浜、書物岩、河鹿（蛙）岩、大悲閣、曵舟を通る。
保津川下りの船頭が2004年に始めたプラスチックごみ拾い活動は、亀岡市による「2030年までに使い捨てプラスチックごみゼロのまちを目指します」宣言（2018年）とプラスチック製レジ袋禁止条例（2020年制定・2021年施行）のきっかけとなった。
かつては、一旦荷物を積んで川を下った高瀬舟は、人に曳かれて約4時間かけて保津川を遡っていた。保津川の右岸には舟曳路が造られ、人夫が川に浮かべた船を曳きながらここを川上へ歩いていた。遊覧船もかつてはこの道を使い川を溯らせて亀岡まで戻していた。現代ではクレーンで吊り上げて遊覧船3艘をトラックに積んで亀岡へ戻る。一方、船頭は特に土日や行楽シーズンには増便して人手も足りなくなるためタクシーで嵯峨野線の嵯峨嵐山駅へ向かい亀岡駅・園部駅方面行きの電車で保津川を溯って亀岡へ戻る。
桂川河川改修事業で行われる堤防嵩上げ工事に伴い、2011年2月1日、従来より30m下流に移転した新しい乗船場での営業を開始した。

### 転覆事故
2023年3月28日、川下り船が出発して20分が過ぎた頃、高岩瀬の急流で舵を担当する後方の船頭が投げ出されて落水、他の船頭が舵の回復を試みたが失敗し、正面の岩へ激突し転覆、沈没した。この事故で乗客25名と船頭4名が川へ落水し、船頭2名が死亡した。また、保津川下りでは度々事故が発生しており、2001年9月には岩に激突したことで転覆し、5名が流されけが人が出ており、2006年には船に落石があったことで乗客が重傷を負う事故が発生し、2015年8月にも船頭が落水し死亡する事故を起こしている。2023年7月17日、国土交通省の職員立ち合いによる検査が行われ、事故への安全対策が採られたとして運行を再開した。

## 嵯峨野観光線

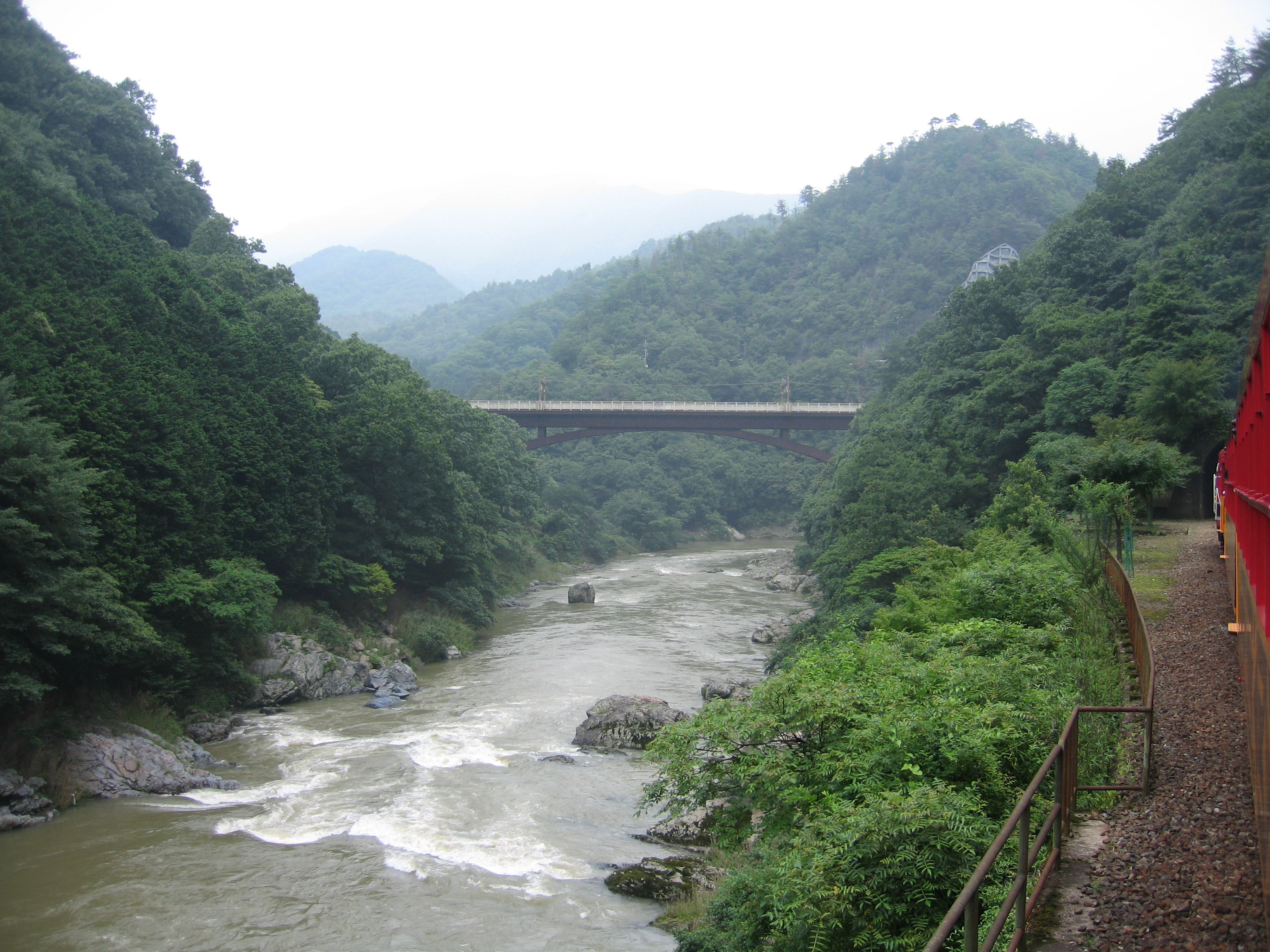
渓谷沿いを走るトロッコ列車から

保津峡で保津川下りと並んで有名なのが嵯峨野観光鉄道が運行している嵯峨野観光線のトロッコ列車である。路線は山陰本線の嵯峨駅（現在の嵯峨嵐山駅）・馬堀駅間の旧線を利用していて、保津峡の渓谷沿いを走っているため優れた景観が楽しめる。
国鉄は山陰本線の輸送力改善の一環として、嵯峨駅・馬堀駅間の保津川沿い屈曲部をトンネルで直線状に短絡する線路付け替え工事を着工し、JR西日本発足後の1989年（平成元年）3月5日に開通させた。このため旧線は廃線となって放置されていたが、保津峡の優れた景観を活用するためにJR西日本の完全子会社の手により1991年（平成3年）から観光専用鉄道として営業。以来、多くの観光客を集めている。旧保津峡駅はトロッコ保津峡駅になっている。なお、山陰本線も嵯峨野線という愛称が命名されている。

## ラフティング
一方、主に若年層の間でラフティング（コマーシャルラフティング）による保津川下りを楽しむ人もいる。保津川下りとほぼ同じコースをゴム製のラフト（ゴムボート）で下るラフティングは、一般的には観光川下りよりもスリルが味わえ、かつ「自分で操作する」という満足感を味わえるために人気が高まり、複数の業者が開催している。

## アクセス
嵐山からは六丁峠を越えて、トロッコ保津峡駅対岸とJR保津峡駅そばを通って水尾へ抜ける府道50号があるが、これは地元の生活道路で離合困難な上、駐車できる場所もほとんどない。
JR西日本嵯峨野線のJR保津峡駅が渓谷のほぼ真ん中、橋梁上にある。